# Ω-konsistente Theorie
In der mathematischen Logik wird eine Theorie als ω-konsistent (oder omega-konsistent) bezeichnet, falls sie keine Existenzaussage beweisen kann, wenn sie alle konkreten Instanzen dieser Aussage widerlegen kann.

## Definition
Sei T eine Theorie, die die Arithmetik interpretiert, das bedeutet, dass jeder natürlichen Zahl n ein Term der Sprache zugeordnet werden kann, der im Folgenden mit {\displaystyle {\dot {n}}} bezeichnet werde. T heißt ω-konsistent, falls es keine Formel {\displaystyle \phi (x)} gibt, sodass sowohl  {\displaystyle \exists x\phi (x)} als auch für jede natürliche Zahl n {\displaystyle \neg \phi ({\dot {n}})} beweisbar ist. Formal:
{\displaystyle {\text{T ist }}\omega {\text{-konsistent }}\leftrightarrow {\text{ Es gibt keine Formel }}\phi (x){\text{, so dass T}}\vdash \exists x\phi (x){\text{ und für jede natürliche Zahl n: T}}\vdash \neg \phi ({\dot {n}})}
Eine ω-konsistente Theorie ist automatisch konsistent, umgekehrt gibt es aber konsistente Theorien, die nicht ω-konsistent sind, s. Beispiel.

## Beziehung zu anderen Konsistenzprinzipien
Ist eine Theorie T rekursiv axiomatisierbar, dann kann man nach einem Resultat von C. Smoryński die ω-Konsistenz wie folgt charakterisieren:
T ist ω-konsistent genau dann wenn {\displaystyle T+\mathrm {RFN} _{T}+\mathrm {Th} _{\Pi _{2}^{0}}(\mathbb {N} )} konsistent ist.
Hier bezeichnet {\displaystyle \mathrm {Th} _{\Pi _{2}^{0}}(\mathbb {N} )} die Menge aller Π02-Sätze, welche im Standardmodell der Arithmetik gültig sind. {\displaystyle \mathrm {RFN} _{T}} ist das uniforme Reflexionsprinzip für T, welches aus den Axiomen
{\displaystyle \forall x\,(\mathrm {Prov} _{T}(\varphi ({\dot {x}}))\to \varphi (x))}
für jede Formel {\displaystyle \varphi } mit einer freien Variable besteht.
Insbesondere ist eine endlich axiomatisierbare Theorie T in der Sprache der Arithmetik ω-konsistent genau dann wenn T+PA {\displaystyle \Sigma _{2}^{0}}-korrekt ist.

## Beispiel
Bezeichne PA die Theorie der Peano-Arithmetik und Con(PA) sei diejenige arithmetische Aussage, die die Behauptung PA ist konsistent formalisiert. Meist wird Con(PA) von folgender Gestalt sein:
Für jede natürliche Zahl n: n ist nicht die Gödelnummer eines Beweises von 0=1 in PA (d. h., es gibt keinen Beweis des Widerspruchs 0=1)
Auf Grund von Gödels Unvollständigkeitssatz wissen wir, dass, falls PA konsistent ist, auch PA+¬Con(PA) konsistent sein muss. PA+¬Con(PA) ist jedoch nicht ω-konsistent aus folgendem Grund: Für jede natürliche Zahl n beweist bereits PA, dass n nicht die Gödelnummer eines Beweises von 0=1 ist, also beweist PA+¬Con(PA) dies sicher auch. Jedoch beweist ¬Con(PA) auch, dass es eine natürliche Zahl m gibt, so dass m die Gödelnummer eines Beweises von 0=1 ist (die ist nämlich gerade die Aussage ¬Con(PA) selber).